# Собинка
Со́бинка — город (с 1939) в России, административный центр Собинского района Владимирской области. 
Образует одноимённое муниципальное образование город Собинка со статусом городского поселения как единственный населённый пункт в его составе.
Население — 17 444 человек (2021).

## География
Расположен в 37 км к юго-западу от Владимира, преимущественно на правом берегу реки Клязьма (приток Оки), в северо-западной части Мещёрской низменности.

## История
В прошлые времена место, где расположен город, считалось непроходимым из-за густых лесов и болот. В источниках XVII—XIX веков оно именовалось Собинской (Собенной, Собиной) пустошью, название которой, по одной из версий происходит от антропонима, мужского личного имени Со́бин (встречается в источниках с XV века), а по другой — от слов «особенный», «особый» (в значении «отдельный»).
Перспективы освоения этих территорий открылись в середине XIX века, после того, как в четырёх вёрстах от нынешнего города прошла Московско-Нижегородская железная дорога.
В 1856 году братья Матвей Васильевич и Лука Васильевич Лосевы приобрели за 2500 рублей серебром участок Собинской пустоши у её владельца, графа Александра Николаевича Зубова, с целью строительства здесь текстильной фабрики. Оборудование для фабрики доставлялось из Англии, строительством также руководили англичане.
19 октября 1858 года прядильная фабрика товарищества Собинской мануфактуры была открыта. Одновременно с фабрикой зародился и развивался посёлок: строилось жильё для рабочих, больница, школа, храм Воскресения Христова, в 1860-е годы были сооружены наплавной мост через Клязьму и каменная дорога, связавшая фабрику со станцией Ундол.
10 апреля 1929 года Собинка становится центром одноимённого района Владимирского округа Ивановской Промышленной области. С 11 марта 1936 года в составе Ивановской области.
Годы первых пятилеток связаны с модернизацией фабрики, получившей название «Коммунистический авангард», старое английское оборудование было заменено на отечественное. В посёлке появился клуб, новые школы и детские сады, на берегу Клязьмы разбит парк Текстильщиков. 18 сентября 1939 года рабочему посёлку Собинка был присвоен статус города.
Развитие города было прервано Великой Отечественной войной. Около трёх тысяч собинцев ушли на фронт, 1485 человек не вернулись с войны.
С образованием 14 августа 1944 года Владимирской области Собинка передаётся в её состав. В 1963 году Собинка получила статус города областного подчинения, с марта 1964 по январь 1965 года относилась к Ставровскому району. Среди важных событий послевоенного времени — ввод в эксплуатацию новой ткацкой фабрики, а также появление в юго-восточной части города швейной фабрики, возле которой вырос новый микрорайон.
В 2008 году Собинка из города областного подчинения преобразована в город районного подчинения Собинского района.

## Население
| 1897    | 1923    | 1926    | 1931    | 1939    | 1959    | 1967    | 1970    | 1979    |
| ------- | ------- | ------- | ------- | ------- | ------- | ------- | ------- | ------- |
| 5464    | ↗9582   | ↗12 852 | ↗15 800 | ↗18 162 | ↗20 511 | ↗22 000 | ↗22 943 | ↗23 646 |
| 1989    | 1992    | 1996    | 1998    | 1999    | 2000    | 2001    | 2002    | 2003    |
| ↗23 720 | ↘23 300 | →23 300 | ↘22 900 | →22 900 | ↘22 500 | ↘22 300 | ↘21 054 | ↗21 100 |
| 2005    | 2006    | 2007    | 2008    | 2009    | 2010    | 2011    | 2012    | 2013    |
| ↘20 400 | ↘20 200 | ↘20 000 | ↘19 700 | ↘19 564 | ↘19 482 | ↘19 420 | ↘19 179 | ↘18 961 |
| 2014    | 2015    | 2016    | 2017    | 2018    | 2019    | 2020    | 2021    |         |
| ↘18 702 | ↘18 510 | ↘18 232 | ↘18 059 | ↘17 799 | ↘17 375 | ↘17 266 | ↗17 444 |         |

На 1 января 2025 года по численности населения город находился на 740-м месте из 1124 городов Российской Федерации.

## Достопримечательности

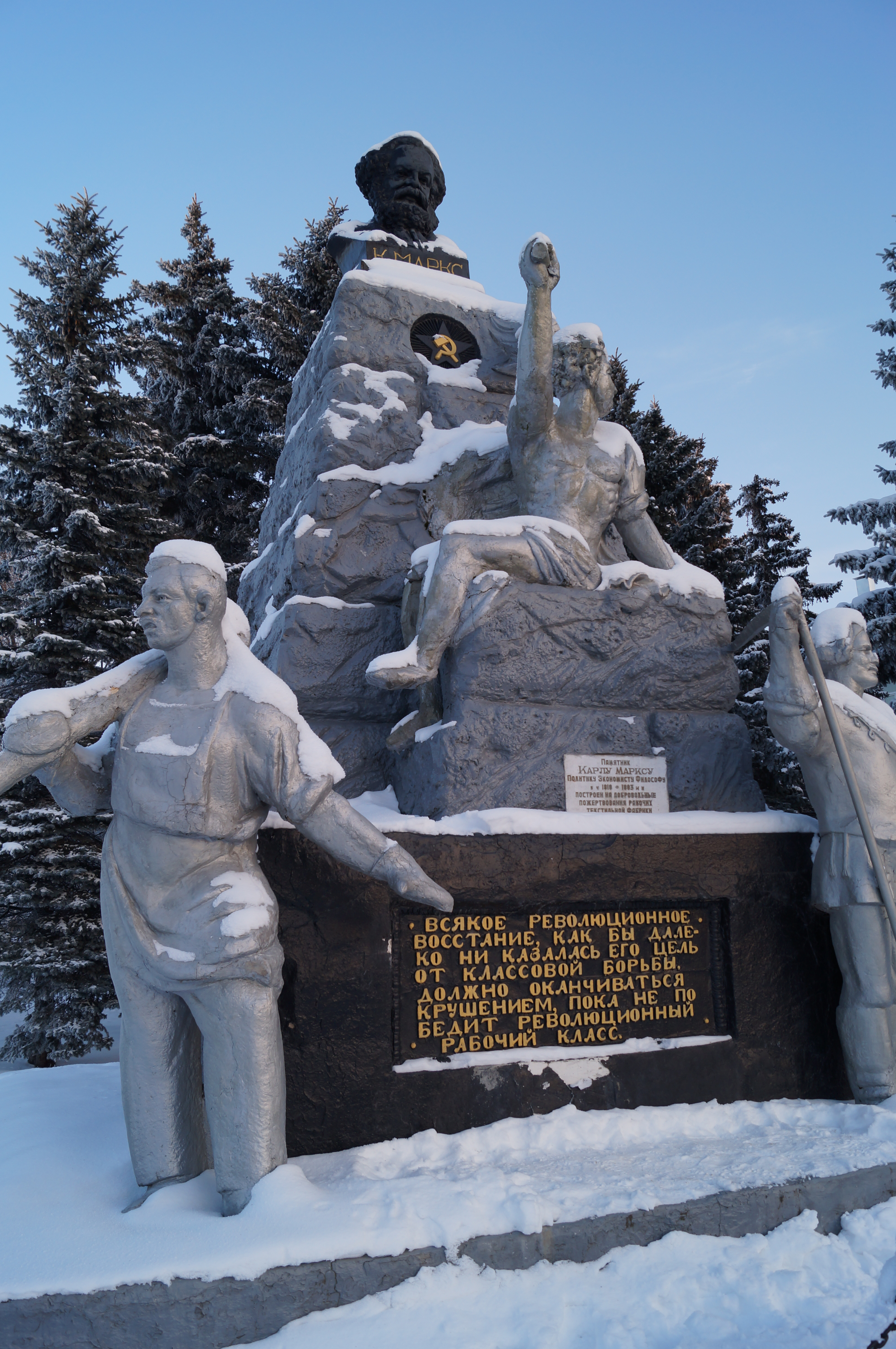
Памятник Карлу Марксу

Центральная часть Собинки сохраняет облик типичного для Центральной России небольшого фабричного городка. К городской площади, которая носит имя Карла Маркса и располагается сразу у въезда в город со стороны Клязьмы, обращены массивные фабричные корпуса, а на отходящих от неё Рабочем проспекте и улице Димитрова выделяются рабочие казармы 1892—1898 годов постройки, известные среди местных жителей как «коридоры». Украшением площади является установленный в марте 1923 года на средства рабочих фабрики оригинального вида памятник Карлу Марксу.
Неподалёку от площади находится здание бывшей церкви Воскресения Христова. Церковь была возведена по инициативе основателей Собинской мануфактуры братьев Лосевых незадолго после образования посёлка и действовала до 1923 года. При церкви с конца XIX века существовал приют для девочек-сирот, а в годы войны в этом здании размещался госпиталь для советских воинов.
На площади Карла Маркса у здания фабрики установлен монумент победившему Солдату, олицетворяющий подвиг рабочих, не вернувшихся с фронтов Великой Отечественной войны. 9 мая 1995 года на площади был открыт мемориал героев-собинцев, погибших в годы войны.
В 1996 году на берегу Клязьмы началось строительство кирпичной церкви в честь иконы Державной Божией Матери, в 2006-м на куполе храма появился православный Крест.

## Культура, образование, спорт
В Собинке — 2 средних школы (№ 1, № 4), одна основная школа (№2), собинское отделение Владимирского индустриального техникума (до 2013 года — профессиональное училище № 44); среди учреждений дополнительного образования — Дом детского творчества, центр детского и юношеского туризма, художественная и музыкальная школы, детский оздоровительно-образовательный спортивный центр «Олимп».
Культурно-досуговую жизнь населения обеспечивают краеведческий музей, дом культуры,три библиотеки. Издаётся районная общественно-политическая газета «Доверие» (основана в 1930 году, ранее носила название «Коммунист»).
На стадионе «Труд», построенном в 1928 году, играет одноимённая местная футбольная команда. В городе получил развитие пауэрлифтинг. Собинец Сергей Харитонов является чемпионом России среди студентов, мастером спорта международного класса.

## Основные предприятия
- Ведущее предприятие — прядильно-ткацкая фабрика ООО «Собинский текстиль» (пл. Карла Маркса, 2) — собинский филиал Городищенской отделочной фабрики. Свою историю ведёт с 1858 года, когда была открыта прядильная фабрика товарищества Собинской мануфактуры. 28 июля 1918 года фабрика национализирована, в 1922 году получила название «Коммунистический авангард». В 1955 году была введена в эксплуатацию новая ткацкая фабрика. В 1976-м прядильно-ткацкая хлопчато-бумажная фабрика «Комавангард» награждена орденом Трудового Красного Знамени. В начале 1990-х годов фабрика акционируется и меняет название на АО «Собитекс». В 1996 году на фабрике вводится внешнее, а с 1998 года — конкурсное управление. С 2000 года ООО «Собинский текстиль», выпускающее хлопчатобумажные ткани и марлю, является филиалом Городищенской отделочной фабрики.
- ОАО «Собинская швейная фабрика» (Молодёжная ул., 10) — производит рабочую и спортивную одежду.
- ООО «Фэшнстайл» (Рабочий проспект, 8) — швейная фабрика.
- Кондитерская фабрика «Большевик» компании Mondelēz International (ул. Мира, д. 12)[30].
- ОАО «Собинский хлебокомбинат» (ул. Ленина, 3).
- Леспромхоз.
- Типография.

## Энергетика
Электроэнергией город обеспечивают сети ОАО «Владимирэнерго» (110 кВ ЛЭП и подстанция 110/10(6) кВ)

## Транспорт
- В трёх километрах от города железнодорожная станция Ундол линии Москва — Нижний Новгород.
Время движения электропоезда от станции Ундол до платформы «Серп и Молот» (пересадка на станции метро «Римская» и «Площадь Ильича» в Москве) составит примерно 2 часа 40 минут.
До Владимира — 27 минут.
- По автомобильному мосту и трёхкилометровой дороге город имеет выход на автодорогу М7 «Волга».
- Автобусными маршрутами Собинка связана с Москвой (автобус 910 маршрута Ставрово — Москва, до конца 90-х годов Собинка — Москва), Владимиром (автобусы 164-го маршрута Собинка — Лакинск — Владимир курсируют с интервалом 30 минут) и населёнными пунктами района.
- Действует городской автобусный маршрут Лесхоз — Жилкооперация. По городскому тарифу также осуществляются перевозки на маршрутах № 100 и 101 Собинка — Лакинск.
- По Клязьме возможен проход к городу на катерах.
- До 1980-х годов в городе действовала узкоколейная железная дорога Асерховского торфопредприятия, по которой осуществлялись перевозки топливных торфобрикетов на прядильно-ткацкую фабрику «Коммунистический авангард»[31].

## Люди, связанные с городом
В Собинке родились:
- Ким Николаевич Бритов (1925—2010) — живописец, Народный художник России.
- Владимир Дмитриевич Калинин (1924—2007) — живописец.
- Колесник, Павел Николаевич (род. 1958) — Вокалист советской, а затем российской рок-группы Август.
- Телегин, Владимир Павлович (1939—2020) — советский и российский художник-пейзажист, заслуженный художник Российской Федерации (1999).
- Телков, Пётр Сергеевич  (1900—1969) — советский военачальник, генерал-майор.

С городом связана жизнь Героев Советского Союза Алексея Кондратьевича Тарасова (1922—1984) и Алексея Васильевича Шибаева (1911—1946).
Российский государственный и политический деятель Сергей Степашин в школьные годы каждое лето проводил в Собинке у своей бабушки Веры Семёновны, мотальщицы местной фабрики.